# Paulogramma
Genre
Paulogramma est un genre de lépidoptères (papillons) de la famille des Nymphalidae et de la sous-famille des Biblidinae.

## Systématique
Le genre Paulogramma a été créé par Lawrence Samuel Dillon en 1948.
Selon Funet et Biolib, ce genre ne comporterait qu'une seule espèce alors que NCBI en dénombre quatre. 

## Liste d'espèces
Selon NCBI (3 juillet 2021) :
- Paulogramma hydarnis (Godart, 1824)
- Paulogramma hystaspes (Fabricius, 1781)
- Paulogramma pygas (Godart, 1824)
- Paulogramma pyracmon (Godart, 1824)

Selon BioLib (3 juillet 2021) :
- Paulogramma pyracmon (Godart, 1824)